# مدرا
مدرا (به آلمانی: Modern) یک شهرک در اسلواکی با جمعیت ۸٬۷۰۴ نفر است که در Pezinok District واقع شده‌است.